# Katolická církev v Indonésii
Katolická církev v Indonésii je součástí všeobecné církve na území Indonésie, pod vedením papeže a místních biskupů sdružených do Biskupské konference Indonésie. Papež je v Indonésii zastupován apoštolským nunciem pro Indonésii. V Indii žije asi 8,3 miliónů pokřtěných katolíků, asi 3 % populace (ca 270 miliónů obyv.). 

## Administrativní členění katolické církve v Indii
Katolická církev latinského ritu má v Indii má 38 diecézí, které jsou seskupeny do 10 církevních provincií, a jeden vojenský ordinariát.

### Církevní provincie a diecéze latinského ritu

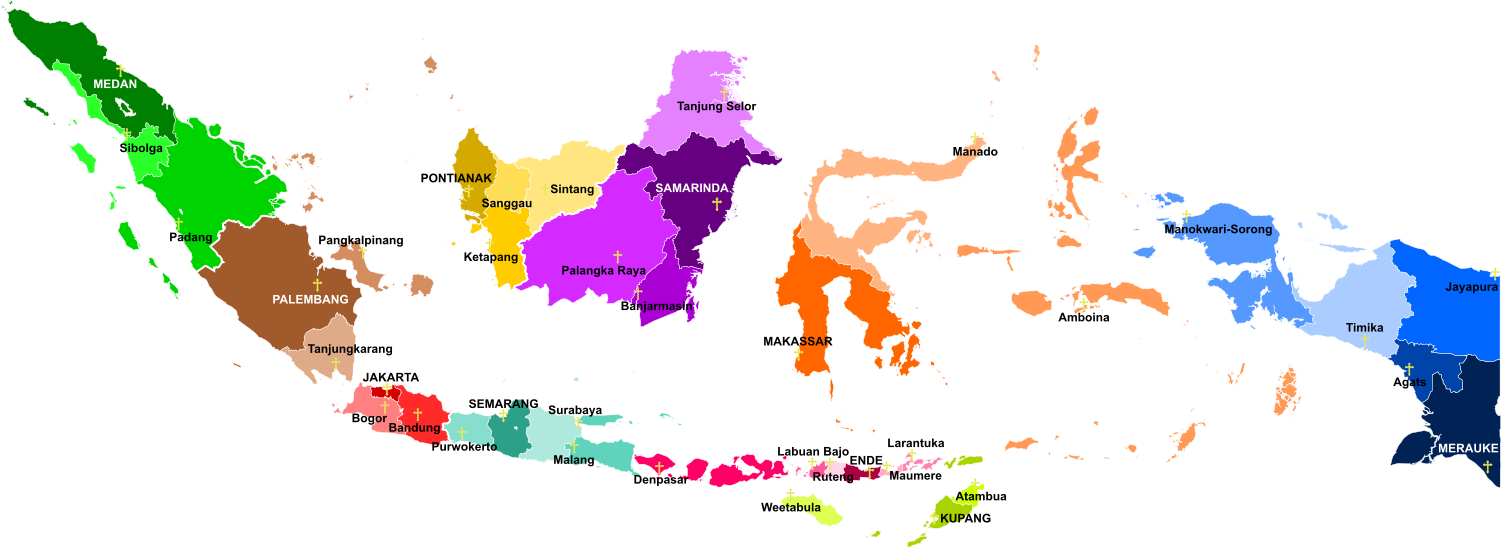
Indonéské církevní provincie a diecéze

- Arcidiecéze Ende se sufragánními diecézemi: 
  - Denpasar
  - Larantuka
  - Labuan Bajo
  - Maumere
  - Ruteng;
- Arcidiecéze Jakarta se sufragánními diecézemi: 
  - Bandung
  - Bogor;
- Arcidiecéze Kupang se sufragánními diecézemi: 
  - Atambua
  - Weetebula;
- Arcidiecéze Makassar se sufragánními diecézemi: 
  - Amboina
  - Manado;
- Arcidiecéze Medan se sufragánními diecézemi: 
  - Padang
  - Sibolga;
- Arcidiecéze Merauke se sufragánními diecézemi: 
  - Agats
  - Jayapura
  - Manokwari-Sorong
  - Timika;
- Arcidiecéze palembangská se sufragánními diecézemi: 
  - Pangkalpinang
  - Tanjungkarang;
- Arcidiecéze Pontianak se sufragánními diecézemi: 
  - Ketapang
  - Sanggau
  - Sintang;
- Arcidiecéze Samarinda se sufragánními diecézemi: 
  - Banjarmasin
  - Palangkaraya
  - Tanjung Selor;
- Arcidiecéze Semarang se sufragánními diecézemi: 
  - Malang
  - Purwokerto
  - Surabaya.

## Indonéští kardinálové
V současné době pochází z Indonésie dva žijící kardinálové:
- Julius Riyadi kardinál Darmaatmadža SJ (kardinál-kněz, emeritní arcibiskup Jakarty)
- Ignatius Suharyo kardinál Hardjoatmodjo (kardinál-kněz, arcibiskup Jakarty) *